# Adrenaline (Film)
Adrenaline ist ein US-amerikanischer Pornospielfilm des Regisseurs Michael Raven aus dem Jahr 2000.

## Handlung
Adrenaline erzählt die Geschichte von Johnny Six und Eden, einer Art Bonnie-und-Clyde-Gangsterpärchen, die in eine kleine Stadt kommen und diese auf den Kopf stellen. Nur kurz nach ihrer Ankunft überfallen sie eine Tankstelle und bringen den Angestellten um. In den letzten Minuten seines Lebens wird er gezwungen, Johnny und Eden beim Liebesspiel zuzusehen.
Der Sheriff der Stadt findet bald heraus, dass Johnny in der Stadt ist, und versucht ihn aufzuhalten. Johnny besucht einen Diner und lernt die Kellnerin Angie kennen. Während Johnny und Angie sich bei einem Picknick lieben, wird Eden vom Sheriff aufgesucht und in eine Gefängniszelle geworfen, wo diese den Sheriff verführt.
Es tauchen zwei FBI-Agenten (Alec Metro und Julie Meadows) auf. Zunächst sieht man jedoch eine Szene mit den beiden Agenten in einem Motelzimmer.
Johnny hatte Angie gesagt, sie solle am nächsten Morgen an einem bestimmten Treffpunkt auf ihn warten, es ist jedoch fraglich, ob er sie treffen wird, da er Eden aus dem Gefängnis befreit und sich dann in einer gefährlichen Verfolgungsjagd mit dem FBI wiederfindet. Auf der Flucht haben Johnny und Eden noch einmal gemeinsam Sex.

## Auszeichnungen
- 2001: Adult DVD Empire - Editor’s Pick
- 2001: AVN Award - Best Actor - Film (Evan Stone)
- 2001: Nominiert für den AVN Award in der Kategorie „Best Film“